# Gródki (gromada)
Gródki (alt. Grudki) – dawna gromada, czyli najmniejsza jednostka podziału terytorialnego Polskiej Rzeczypospolitej Ludowej w latach 1954–1972.
Gromady, z gromadzkimi radami narodowymi (GRN) jako organami władzy najniższego stopnia na wsi, funkcjonowały od reformy reorganizującej administrację wiejską przeprowadzonej jesienią 1954 do momentu ich zniesienia z dniem 1 stycznia 1973, tym samym wypierając organizację gminną w latach 1954–1972.
Gromadę Gródki z siedzibą GRN w Gródkach utworzono – jako jedną z 8759 gromad na obszarze Polski – w powiecie krasnostawskim w woj. lubelskim na mocy uchwały nr 9 WRN w Lublinie z dnia 5 października 1954. W skład jednostki weszły obszary dotychczasowych gromad Gródki I, Gródki II i Huta Turobińska ze zniesionej gminy Turobin w powiecie krasnostawskim oraz grunta serwitutowe gromad Gródki I i Gródki II z dotychczasowej gromady Zagrody ze zniesionej gminy Goraj w powiecie biłgorajskim w tymże województwie. Dla gromady ustalono 15 członków gromadzkiej rady narodowej.
1 stycznia 1958 do gromady Gródki włączono wieś Tokary ze znoszonej gromady Tokary w tymże powiecie, a także pozostały obszar (bez wsi i kolonii Otrocz) zniesionej gromady Tokary.
1 lipca 1958 z gromady Gródki wyłączono wieś Tokary, włączając ją do gromady Turobin w tymże powiecie.
1 stycznia 1962 gromadę zniesiono, włączając jej obszar do gromady Turobin w tymże powiecie.